# سینت آناپاروخی
سینت آناپاروخی (به هلندی: Sint Annaparochie) یک منطقهٔ مسکونی در هلند است که در واوادوکه واقع شده‌است. سینت آناپاروخی ۳٬۹۴۵ نفر جمعیت دارد.